# C5orf67
C5orf67 (англ. Chromosome 5 open reading frame 67) – білок, який кодується однойменним геном, розташованим у людей на 5-й хромосомі. Довжина поліпептидного ланцюга білка становить 127 амінокислот, а молекулярна маса — 14 123.
| 10         |  | 20         |  | 30         |  | 40         |  | 50         |
| ---------- |  | ---------- |  | ---------- |  | ---------- |  | ---------- |
| MKRIFYKHRK |  | RRAPVFKEPE |  | HGYQSLPELV |  | LVPAQPLVCL |  | GDYRTPDPGG |
| LFPWSLRLMM |  | PGAWTKLPGD |  | GGSVPEKGKH |  | GILGAQGQEH |  | PGLNVSSPFS |
| SPWTCYLSGH |  | QPQNNNSPEL |  | QVKEILL    |  |            |  |            |

A: Аланін

C: Цистеїн

D: Аспарагінова кислота

E: Глутамінова кислота

F: Фенілаланін

G: Гліцин

H: Гістидин

I: Ізолейцин

K: Лізин

L: Лейцин

M: Метіонін

N: Аспарагін

P: Пролін

Q: Глутамін

R: Аргінін

S: Серин

T: Треонін

V: Валін

W: Триптофан